# Épinay-sur-Orge
Épinay-sur-Orge is een gemeente in het Franse departement Essonne (regio Île-de-France) en telt 10.181 inwoners (2005). De inwoners heten Spinoliens. De plaats maakt deel uit van het arrondissement Palaiseau.

## Geografie
De oppervlakte van Épinay-sur-Orge bedraagt 4,4 km², de bevolkingsdichtheid is 2313,9 inwoners per km².
Epinay ligt op een plateau aan drie rivieren: de Rouillon stroomt aan de noordzijde van west naar oost; de Yvette vloeit aan de oostkant van noord naar zuid in de Orge, die in het zuiden van west naar oost stroomt. Epinay ligt in de buurt van de Luchthaven Orly, ongeveer 17 kilometer ten zuiden van Parijs aan de A6. Epinay telt twee stations, op verschillende takken van de C lijn van de RER, het hoofdstation Epinay-sur-Orge en het station Petit Vaux.

## Geschiedenis
Er zijn sporen van bewoning gevonden uit de prehistorie. Epinay wordt het eerst genoemd als Spinetum in een document uit de 9e eeuw. Er zijn middeleeuwse sporen van bewoning gevonden aan de zuidkant in de Breuil en de westkant in Petit-Vaux. Deze kernen zijn langzaam naar elkaar toe gegroeid. Epinay bstond van de tuinbouw, waarmee Parijzenaars van verse groenten en fruit werden voorzien. De tuinbouwgronden werden geïrrigeerd met behulp van een groot aantal sluizen. Hiervan is er nog één over, die niet meer in bedrijf is. In 1843 werd Epinay aangesloten op de spoorlijn Parijs-Orléans, wat een periode van groei inluidde. Het station van deze lijn is nu het hoofdstation van de RER. Op 23 augustus 1944 werd Epinay bevrijd door onderdelen van de 2e pantserdivisie van het 3e Amerikaanse leger (de divisie Leclerc), op weg naar Parijs. Op 21 januari 1945 besloot de gemeenteraad dat de rue de Montlhéry voortaan rue de la Division Leclerc zou heten.

## Bezienswaardigheden
Ten zuidoosten van het huidige centrum ligt het psychiatrisch ziekenhuis Vaucluse. Het hoofdgebouw is neergezet voor een rijke Ier, die het in 1863 naliet aan het département Essonne op voorwaarde dat het gebruikt zou worden als "asiel voor de gekken". De verbouwing was gereed in 1865. In 1869 werd het ziekenhuis in gebruik genomen, met een capaciteit van rond 1000 patiënten. De bevolking van Epinay bedroeg toen 587 personen. Tientallen jaren zijn er conflicten tussen Epinay en Vaucluse geweest over de waterstand, veroorzaakt door de sluizen, waardoor de tuintjes van de patiënten onder water kwamen te staan. De patiënten hebben de rode toren van het ziekenhuis gebouwd als bezigheidstherapie.
De andere bezienswaardigheid van Epinay is het gemeentehuis. Dit is gebouwd als het paleis van de hertogin Carafa de Noja. Toen zij stierf in 1923 werden huis en park door de gemeente gekocht. Hierdoor werd het mogelijk de inwoners te voorzien van een waterleiding (1923) en elektriciteit (1925). De oprijlaan naar het huis is nog steeds te herkennen. Er staan markante kersenbomen op die bloeien in de lente.
De onderstaande kaart toont de ligging van Épinay-sur-Orge met de belangrijkste infrastructuur en aangrenzende gemeenten.

## Demografie
Onderstaande figuur toont het verloop van het inwonertal (bron: INSEE-tellingen).